# Carlos Cuadras
Carlos Cuadras Quiroa (* 24. August 1988 in Guamúchil, Mexiko) ist ein mexikanischer Profiboxer. Er war von Mai 2014 bis September 2016 WBC-Weltmeister im Superfliegengewicht. Weitere Kämpfe um den diesen Titel bestritt er im Oktober 2020 und Februar 2022.

## Amateurkarriere
Cuadras bestritt laut eigener Aussage rund 160 Amateurkämpfe und war Gewinner der Panamerikanischen Meisterschaften der Kadetten 2003 in Mexiko-Stadt, sowie Gewinner der Panamerikanischen Spiele 2007 in Rio de Janeiro.
Bei der Weltmeisterschaft 2007 in Chicago schied er in der zweiten Vorrunde gegen den späteren Bronzegewinner Joseph Murray aus.

## Profikarriere
Cuadras bestritt sein Profidebüt im Mai 2008 und blieb in 36 Kämpfen ungeschlagen. Er gewann dabei am 20. September 2014 im Superfliegengewicht nach Punkten gegen den WBC-Weltmeister Srisaket Sor Rungvisai, nachdem der Kampf aufgrund eines Zusammenstoßes mit den Köpfen und einer dadurch entstanden Cut-Verletzung über dem linken Auge von Cuadras in der achten Runde abgebrochen und die Punktzettel ausgewertet worden waren.
Den Titel verteidigte er im Anschluss gegen José Salgado, Marvin Mabait, Luis Concepción, Dixon Flores, Koki Eto und Richie Mepranum.
Am 10. September 2016 verlor er in seiner siebenten Titelverteidigung nach Punkten gegen den ebenfalls ungeschlagenen Roman Gonzalez und unterlag auch in folgenden Kämpfen gegen Juan Estrada und McWilliams Arroyo.
Am 23. Oktober 2020 boxte er erneut um den WBC-Weltmeistertitel im Superfliegengewicht, verlor jedoch durch TKO in der elften Runde wiederum gegen Juan Estrada. Seinen nächsten Kampf bestritt er erst am 5. Februar 2022, wobei er beim Kampf um den WBC-Weltmeistertitel im Superfliegengewicht nach Punkten gegen Jesse Rodríguez unterlag.
Am 17. November 2023 gewann er den WBC-Interimstitel im Superfliegengewicht mit einem Punktsieg gegen Pedro Guevara.